# Posidónio
Posidónio (português europeu) ou Possidônio (português brasileiro) (em grego: Ποσειδώνιος, transl. Poseidonios; c. 135 a.C. – ca. 51 a.C.) foi um político, astrônomo, geógrafo, historiador e filósofo estoico grego.

## Biografia
Nasceu numa família grega em Apameia, uma cidade romana sobre o rio Orontes, a norte da Síria. Estudou em Atenas com Panécio de Rodes, cabeça, naquele tempo, da escola estoica. Posidônio fez depois longas viagens, por exemplo, ao Egito ou à Península Ibérica.
Por volta de 97 a.C. assentou-se em Rodes, centro intelectual grego da época, onde participou na vida publica e foi embaixador em Roma (87-86 a.C.). Esse mesmo ano chegaria a fundar a sua escola. Lá foi ouvir Cícero em 78 a.C., e Pompeu visitou-o duas vezes.
As suas conexões com a classe dirigente romana serviram para as suas explorações geográficas. Visitou e descreveu o mundo bárbaro, em especial os Celtas.
As suas obras perderam-se, e somente muito recentemente, mediante a análise crítica da literatura produzida sob a sua influência, conseguiu-se ter alguma ideia —embora não totalmente clara— da grandeza de Posidônio.
Historiador e geógrafo, racionalista e místico, reuniu diversas correntes filosóficas dentro da estrutura de um monismo estoico, e tratou de apoiar as suas teorias com o seu grande saber empírico. Zeller chamou-o de "o espírito mais universal que houve na Grécia desde a época de Aristóteles".
Assim como os primeiros estoicos, ele considerava o universo como entidade única e interconectada. Defendeu o conceito de logos, fogo divino que impregnou o universo e deu sua forma.

## Medição das dimensões da terra
Por volta de 100 a.C., Posidônio observou que a estrela Canopus tinha uma altura de 7º30' em Alexandria enquanto em Rodes apenas era divisada sobre o horizonte. Estimou a distância entre ambas as cidades em 5000 estádios e obteve a medida da circunferência terrestre (aproximadamente 44 000 quilômetros).

## Filosofia
Posidônio retomou as teorias dos estoicos e combinou-as com elementos platônicos e aristotélicos. Dos primeiros recolheu a ideia de um cosmo vivo e dos segundos a existência de uma alma, com emoções que podem ser positivas. Foi o criador do estoicismo ou estoa média, do qual foi o seu maior expoente. Possidônio morreu por volta de 51 a.c..

## Obras
As suas obras perderam-se e muito recentemente, mediante a análise crítica da literatura produzida, conseguiu-se ter alguma ideia da grandeza de Possidônio, reuniu diversas correntes filosóficas dentro da estrutura de monismo estoico e apoiou as suas teorias com o seu saber empírico.
Tal qual foi exposto, achamos como referência indireta a seguinte:
- CÍCERO (1999). Sobre la adivinación. Sobre el destino. Timeo. [S.l.]: Madrid : Editorial Gredos. ISBN 978-84-249-2249-8